# Bündnis Sahra Wagenknecht
Das Bündnis Sahra Wagenknecht – Vernunft und Gerechtigkeit (Kurzbezeichnung BSW) ist eine im Januar 2024 gegründete politische Partei in Deutschland. Namensgeberin und Mitgründerin ist Sahra Wagenknecht, die wie die meisten anderen Gründungsmitglieder zuvor der Partei Die Linke angehörte. Durch Übertritte von zehn Abgeordneten der Linken war die Partei im 20. Deutschen Bundestag als Gruppe vertreten. Darüber hinaus zog sie bei der Europawahl 2024 mit sechs Abgeordneten ins Europäische Parlament ein und wurde im Herbst des Jahres mit zweistelligen Ergebnissen in die Landtage von Sachsen, Thüringen und Brandenburg gewählt, wo sie seitdem jeweils die drittstärkste Kraft stellt. In Brandenburg und Thüringen ist die Partei seit Dezember 2024 zudem jeweils an der Landesregierung beteiligt. Bei der Bundestagswahl 2025 scheiterte sie knapp an der Fünf-Prozent-Hürde und verpasste den Einzug ins Parlament.
Beobachter ordnen die Partei in sozioökonomischen Aspekten als links und in soziokulturellen meist als konservativ oder rechts ein. Vor allem wegen der parteienrechtlich umstrittenen rigiden Praxis bei der Aufnahme von Parteimitgliedern wird das BSW auch als Kaderpartei bezeichnet. In den Wahlprogrammen finden sich sowohl gesellschaftspolitische Forderungen nach sozialem Ausgleich, etwa mit Mietendeckel, Bürgerversicherung und Mindestlohn, als auch restriktive Ansätze in der Migrationspolitik, Forderungen nach Senkung der Energiepreise und einem Ende von Privatisierungen sowie einer gerechteren Steuerpolitik.

## Profil
Ein Parteiprogramm liegt noch nicht vor und sollte ursprünglich zur turnusgemäßen Bundestagswahl im September 2025 ausgearbeitet werden. Für die Europawahl 2024 wurde ein Wahlprogramm vorgelegt, und in verschiedenen Medien wurden politische Positionen formuliert. Zur vorgezogenen Neuwahl des Bundestages 2025 beschloss das BSW ein Wahlprogramm.

### Außenpolitik
In der Außenpolitik setzt sich das BSW nach eigenen Angaben für Diplomatie, Entspannung und internationale Zusammenarbeit ein. Militärische Konfliktlösungen werden abgelehnt, atomare Abrüstung und eine geringere militärische Präsenz werden befürwortet. Eine eigenständige Außenpolitik Europas sei wichtig, um nicht in einer Blockkonfrontation zwischen den Vereinigten Staaten und dem sich formierenden Machtblock um China und Russland zerrieben zu werden. Den völkerrechtswidrigen Krieg Russlands gegen die Ukraine verurteilt das BSW, fordert aber einen sofortigen Waffenstillstand und Friedensverhandlungen ohne Vorbedingungen.
Rüstungslieferungen an die Ukraine sollen eingestellt, es sollen keine Waffen und auch keine Taurus-Marschflugkörper geliefert werden, da die Bundesrepublik damit aus Sicht des BSW in den Krieg hineingezogen werde. Diplomatische Bemühungen Chinas und der Länder des Südens sollen unterstützt werden. Es solle von Deutschland eine Initiative für einen Waffenstillstand und einen realistischen Friedensplan ausgehen. Als Ziel dieser Politik benennt das BSW eine europäische Friedensordnung, „die längerfristig auch Russland einschließen sollte“.
Auslandseinsätze der Bundeswehr müssten beendet werden; die Streitkräfte sollen nur noch für die direkte Landesverteidigung zuständig sein. Die geplante Stationierung von US-Mittelstreckenraketen in Deutschland lehnt das BSW ab, weil es darin eine „Erhöhung der Kriegsgefahr für Deutschland“ sieht.

### Europa
Im EU-Wahlprogramm des Bündnisses Sahra Wagenknecht sind eine Reihe von politischen Positionen und Zielsetzungen formuliert. Hauptziel sei der Friede in Europa. Europa solle ein „eigenständiger Akteur auf der Weltbühne werden“. Die aktuellen EU-Institutionen, insbesondere die Europäische Kommission, werden als undemokratisch kritisiert, denn sie seien von Lobbyismus ohne demokratische Legitimation beeinflusst. Es wird eine Reduzierung der EU-Vorgaben gefordert, um den nationalen Regierungen mehr Entscheidungsspielraum zu geben und Schaden vom Mittelstand abzuwenden. Das Einstimmigkeitsprinzip solle für wichtige Entscheidungen nicht gelten, stattdessen sollen die Mitgliedsstaaten mehr Macht und Gestaltungsfreiheit in vielen politischen Belangen erhalten, während die EU in der Außen- und Sicherheitspolitik mit einer Stimme sprechen solle.
Das Subsidiaritätsprinzip solle gestärkt werden, indem lokale, regionale und nationale Entscheidungen nicht auf die EU-Ebene verlagert werden. Lobbyismus und Korruption sollen eingedämmt werden. Soziale Grundrechte sollen gemäß der revidierten Europäischen Sozialcharta des Europarates gestärkt werden.
Es sollen keine weiteren Staaten in die EU aufgenommen werden. Es müsse wirtschaftspolitisch intensiver mit Russland zusammengearbeitet werden; die Öl- und Gaslieferungen müssten wieder aufgenommen werden.
In der EU-Außen- und Sicherheitspolitik solle Europa eine eigenständige, von den USA unabhängige Rolle einnehmen. Die EU solle einen Weg der Demilitarisierung gehen: Rüstungsexporte in Krisen- und Kriegsgebiete sollen sofort beendet werden. Militärische Finanzierungsinstrumente wie die so genannte Europäische Friedensfazilität zur Finanzierung außenpolitischer Maßnahmen mit militärischen oder verteidigungspolitischen Bezügen und der Europäische Verteidigungsfonds sollen umgewandelt werden zu Instrumenten, mit denen zivile Konfliktlösungen finanziert werden.
Eine neue gesamteuropäische Friedens- und Sicherheitsordnung sei nötig, die auch Russland einschließen müsse.

### Migration und Asyl
Das BSW steht zu dem Recht auf Asyl für „Menschen, die aus politischen, religiösen oder anderen Gründen verfolgt werden und deshalb aus ihrer Heimat fliehen müssen“. Wer aus einem anderen EU-Staat nach Deutschland einreist, soll kein Recht auf ein Asylverfahren oder soziale Leistungen haben. Jene, die vor Gewalt und Krieg fliehen, müssten Hilfe und Zuflucht „am besten möglichst nahe an ihren Heimatländern“ erhalten. Allerdings sei Migration „nicht die Lösung für das Problem von Armut und Ungleichheit in der Welt“. Die Partei fordert eine grundlegende Reform der Flüchtlings- und Migrationspolitik.
So fordert sie eine Begrenzung der Zuwanderung und die Stärkung der Perspektiven in den Herkunftsländern. Asylverfahren sollen in als sicher geltenden Drittstaaten stattfinden. Abgelehnte und ausreisepflichtige Asylbewerber sollen statt Geld nur Sachleistungen erhalten. Gleichzeitig sollen Flucht- und Migrationsursachen bekämpft werden, indem die Situation in den Ländern des globalen Südens durch Außen-, Wirtschafts-, Handels- und Entwicklungspolitik verbessert werde.

### Bildung und Soziales
Ein Schwerpunkt liegt auf dem gesellschaftlichen Zusammenhalt und der gerechten Verteilung von Ressourcen, etwa mit Mietendeckel und Bürgerversicherung. Zur Bekämpfung finanzieller Ungleichheiten, des Mangels an sozialer Sicherheit und steigender Lebenshaltungskosten brauche es gerechte Löhne, sichere Arbeitsplätze und gute Arbeitsbedingungen. Hervorgehoben werden die Förderung von Tarifverträgen. Das BSW lehnt Privatisierungen im Bereich Wohnen, Pflege und Gesundheit ab. In diesen Branchen sollen gemeinnützige Anbieter Vorrang haben.
Zur Bundestagswahl 2025 wird ein Mindestlohn von 15 Euro brutto und eine Rentenreform gefordert, bei der, wie in Österreich, alle Erwerbstätigen in die gesetzliche Rentenkasse einzahlen müssen, also auch Beamte, Politiker und Selbständige. Nach vierzig Beitragsjahren soll eine Mindestrente von 1.500 Euro gesichert sein. Zur Rentenfrage fordert das BSW eine Volksabstimmung. Das Bürgergeld soll „durch eine leistungsstarke und leistungsgerechte Arbeitslosenversicherung“ ersetzt werden.
Die Mieten sollen in „Regionen, in denen der Wohnungsmarkt nachweislich den Einkommen enteilt ist“ „bis zum Ende des Jahrzehnts“ eingefroren werden.
Für das Bildungssystem, die öffentliche Infrastruktur und die Verwaltungen werden massive Investitionen gefordert. Sichere Arbeitsplätze und gute Arbeitsbedingungen sollen geschaffen werden. An Grundschulen sollen Handys und Tablets verboten werden, und es solle ein Gesetz zu sozialen Medien nach australischem Vorbild geben, nach dem die Nutzung erst ab 16 Jahren erlaubt ist. Die Parteivorsitzende Wagenknecht sagte in einem Interview mit t-online, sie sei für ein „Genderverbot“ in Schulen und öffentlichen Einrichtungen.
In EU-Verträgen soll eine soziale Fortschrittsklausel verankert werden. Der Vorrang der sozialen Grundrechte vor den Binnenmarktfreiheiten und die Sicherung von nationalen Handlungsspielräumen in der Arbeits- und Sozialpolitik soll festgeschrieben werden.

### Kultur und Medien
In verschiedenen Landtags- und im Bundestags-Wahlprogramm werden zur Kultur- und Medienpolitik folgende Forderungen genannt:
Der öffentlich-rechtliche Rundfunk müsse ein „Korrektiv“ zu den „globalen Big-Tech-Monopolen“, also beispielsweise Google, Meta oder X und kein „Sprachrohr der herrschenden Politik“ sein. Spitzengehälter aller Medienschaffenden müssten gedeckelt werden. Auch für diese Branchen werden „feste Arbeitsverhältnisse und gute Löhne“ gefordert.
Kunst, Kultur und kulturelle Teilhabe müsse zur „Pflichtaufgabe des Staates“ gemacht und Kulturschaffende besser sozial abgesichert werden. Es wird eine Reform der Künstlersozialkasse gefordert. Fördermittel müssten ohne „Verpflichtung von politischen Bekenntnissen“ vergeben werden. In Sachsen wurde eine besser gesicherte Finanzierung von Kultureinrichtungen und Gedenkstätten gefordert. Die freie Szene müsse gestärkt und es müssten „existenzsichernde Einkommen, regelmäßige öffentliche Auftragsvergaben und gezielt ausgearbeitete bürokratiearme Förderinstrumente“ bereitgestellt werden. In Brandenburg sollen Schüler, Studierende und Auszubildende in Museen und Bibliotheken freien Eintritt erhalten.
Zur Förderung von Sprache und Kultur der slawischen Minderheit der Sorben müsse es eine langfristige Finanzierungsgarantie für ihre Stiftung sowie Kultur- und Bildungsautonomie geben. Lehrer sollen in Brandenburg in sorbischer Sprache ausgebildet werden.

### Gesundheit und Pflege
Das BSW fordert mit der Parole „Schluss mit Renditeorientierung und Zwei-Klassen-Medizin“ einen grundlegenden Kurswechsel; im Krankenhaussystem und in der Pflege dürften Profitinteressen keine Rolle mehr spielen. Die Partei will Privatisierungen verhindern und Zusatzbeiträge abschaffen. Die Krankenkassen sollen Zahnersatz und Sehhilfen wieder vollständig übernehmen. Anstelle der bisherigen gesetzlichen und der privaten Krankenversicherung fordert die Partei eine Bürgerversicherung, in die alle einzahlen. Die von Karl Lauterbach betriebene Krankenhausreform will das BSW rückgängig machen.
Zur Aufarbeitung staatlicher Maßnahmen während der Coronapandemie fordert das BSW einen Untersuchungsausschuss im Deutschen Bundestag und ein Corona-Amnestiegesetz, das alle laufenden Verfahren beenden soll. Bußgelder sollen zurückgezahlt werden.

### Wirtschaft
Innovation, fairer Wettbewerb und Mittelstand sollen gefördert werden, gut bezahlte, sichere Arbeitsplätze und hohe industrielle Wertschöpfung werden angestrebt. Das Steuersystem soll finanzielle Ungleichheiten verringern.
Eine europaweite wirtschaftliche Zusammenarbeit soll gefördert werden. Dabei sollen das Ziel einer klimaneutralen, naturverträglichen Wirtschaft verfolgt sowie kleine und mittelständische Unternehmen durch eine schärfere Kartellpolitik unterstützt werden.
Die Schuldenbremse soll reformiert werden, damit „ein großes Investitionsprogramm zur Runderneuerung“ der Infrastruktur auf den Weg gebracht werden könne.
Energie müsse sowohl für Verbraucher als auch für die Industrie billiger werden und Netzentgelte sowie der CO2-Preis sollen abgeschafft werden. Die Sanktionen gegen Russland müssten aufgehoben werden, denn russisches Gas werde von Deutschland und der EU „nicht mehr in Direktbezug, sondern teurer auf Umwegen über andere Länder“ gekauft. Sie seien „in erster Linie ein Konjunkturprogramm für die amerikanische Wirtschaft“ und schadeten der deutschen Wirtschaft. Deren Interessen seien in vielen Punkten andere als die der US-Wirtschaft, die der künftige US-Präsident Trump „sehr brutal“ vertreten werde.

### Umwelt und Klima
Im Umwelt- und Klimaschutz soll der Schwerpunkt auf technologischen Innovationen liegen. Es wird auf Technologieoffenheit und innovative Schlüsseltechnologien insbesondere aus Deutschland gesetzt. Die Einsparziele im Verkehrssektor seien „technologieoffen“ anzustreben. Eine europäische Wasserstoffwirtschaft solle geschaffen werden. Die Förderung einer tierwohl- und umweltgerechten Tierhaltung solle auf Basis flächengebundener Haltung geschehen. Landwirte sollen vor den großen Agrarkonzernen geschützt werden. In ihrem Kurzwahlprogramm für die Bundestagswahl 2025 fordert das BSW die Rücknahme von „Heizungsgesetz der Ampel-Regierung“ und „Verbrennerverbot“.
Zur Rettung der Autoindustrie und zur Förderung energiesparender Mobilität für Gering- und Normalverdiener fordert die Partei ein staatlich gefördertes „Volksleasing“ nach dem Vorbild des französischen „Sozialleasings“. Damit sollen sowohl E-Autos als auch Verbrenner mit einem Verbrauch von weniger als fünf Litern auf 100 Kilometer gefördert werden. Die monatliche Rate solle 58 Euro betragen und damit so hoch sein wie der Preis des Deutschlandtickets im Jahr 2025. Spitzenverdiener sollen nicht gefördert werden.

## Politische Einordnung
Politikwissenschaftler wie Aiko Wagner, Wolfgang Schroeder, Constantin Wurthmann und weitere hielten es für schwierig, die Programmatik der Partei einzuschätzen, da es im Februar 2024 noch kein Parteiprogramm gab. Allein auf Basis des Gründungsmanifests seien präzise Analysen kaum möglich, „mindestens unsicher.“ Wagner schloss im Dezember 2023 aus seiner Kurzanalyse, dass das Bündnis Sahra Wagenknecht vor allem eine Konkurrenz für die AfD werden könne und „in weitaus geringerem Maß für die Linke“. Als „ein klar linkes Projekt“ wurde die neue Partei dagegen im Oktober 2023 von Wahlforscher Thorsten Faas und im Februar 2024 vom Politikwissenschaftler Hajo Funke eingeordnet, der das BSW als „pragmatisch, sozial und ökonomisch links sowie friedenspolitisch orientiert“ beurteilt. Der Politikwissenschaftler Benjamin Höhne sah im Juli 2025 inhaltliche Schnittmengen des BSW mit der AfD in den Bereichen Gendern, Feminismus oder Umwelt- und Klimaschutz. Er hält es für vorstellbar, dass das BSW nach den Landtagswahlen in Mecklenburg-Vorpommern und Sachsen-Anhalt 2026 bei Fehlen einer absoluten Parlamentsmehrheit „Tolerierungspartner“ für eine AfD-Regierung sein könne.
Viele Beobachter neigten dazu, sie als eine sozioökonomisch linke und soziokulturell konservative oder rechte Partei zu beschreiben. Zu ihnen gehört unter anderen der Parteienforscher Uwe Jun, der Anfang November 2023 in dem politischen Angebot „für Umverteilung – aber skeptisch in Sachen Migration, beim Klimaschutz und gegenüber kulturellen Minderheiten“ eine Mischung sah, die es so noch nicht gebe. Zu dieser Einschätzung kam auch eine Analyse der Wochenzeitung Die Zeit Ende Januar 2024. Constantin Wurthmann bewertete im Januar 2024 diese programmatische Unschärfe als eine „maximal unkonkrete Projektionsfläche“, während der Politikwissenschaftler Benjamin Höhne darüber hinaus darin eine Strategie sieht, „durchaus auch im rechten Spektrum, in der Querdenkerszene und im verschwörungstheoretischen Milieu“ Wählende anzusprechen. Er sah Ende März 2024 im BSW eine weitere „Anti-System-Partei“. Diesen Aspekt nannte auch der Politologe Markus Linden Ende Januar 2024 und beurteilte ihn als „tendenziell antipluralistisches Konzept“ und „hybriden Querfront-Populismus“. Damit mache die Partei Stimmung gegen Eliten in Deutschland. Darin, dass das BSW Kritik an den herrschenden Verhältnissen thematisiere, sah Wolfgang Schroeder, Politologe in Kassel, Ende Januar 2024 eine Parallele zur AfD, für die das ebenfalls Thema sei. Er sah einen „klar prorussisch[en]“ außenpolitischen Kurs des BSW, und in „Fragen der sozial-ökologischen Transformation“ Gemeinsamkeiten mit AfD, CDU und FDP. Sozialpolitisch aber sei das BSW „fast deckungsgleich mit der Linken und der SPD“. Daher sei eine Verortung im Links-Rechts-Schema „kaum möglich“. Der Historiker und Politikwissenschaftler Thorsten Holzhauser nannte diese Kombination von Positionen gegensätzlicher Denkschulen im Juli 2024 „synkretistisch“. 
Im Rückblick auf die Landtagswahlen 2024 stellte die Politologin Julia Reuschenbach im September 2024 fest, dass die Partei „sehr stark Wählerinnen und Wähler aus dem früheren Lager der Linken“ gewonnen hatte, in geringerem Umfang auch etwa von SPD und AfD. Vor allem ihre Außen- und Ukraine-Politik habe der Partei Stimmen gebracht.
Jan Philipp Thomeczek am Lehrstuhl für Vergleichende Politikwissenschaft Potsdam ordnete 2024 das BSW als populistische Partei ein, die „Kritik an der Politik- und Wirtschaftselite“ „mit einem starken Bevölkerungsbezug kombiniert“. Wegen ihrer rigiden Praxis bei der Aufnahme von Parteimitgliedern und des starken Einflusses von Sahra Wagenknecht auf den Kurs der Partei wurde das BSW auch „Kaderpartei“ genannt. Die Rechtswissenschaftlerin Sophie Schönberger war Anfang Februar 2025 der Auffassung, das BSW verstoße mit dieser Aufnahmepraxis „gegen das Gebot der innerparteilichen Demokratie“. Dabei folgt sie nicht der Auffassung der Partei, dass die angestrebten Mitgliederzahlen von 1000 für das Jahr 2024 und weiteren 1000 bis zur Bundestagswahl 2025 als „Orientierungsgröße“ zu verstehen seien, sondern hält die Aufnahme für „bewusst gebremst und zahlenmäßig gesteuert“. Darin sieht sie eine „Aufnahmesperre“, die nach dem Parteiengesetz unzulässig wäre. Die taz bezeichnete das BSW Ende Februar 2025 als „eine Zwei-Klassen-Organisation aus Partei-Elite und nützlichen Gehilfen“ und das Verfahren der Parteiaufnahme als „Machterhalt der auserwählten Mitglieder“.
Einige Medien wie die Frankfurter Allgemeine Zeitung Anfang Januar 2024 und Politologen wie Holzhauser oder Wolfgang Schroeder sehen eine starke Abgrenzung des BSW von Bündnis 90/Die Grünen.

## Geschichte
Mitglieder der Partei Die Linke um Sahra Wagenknecht traten im Oktober 2023 aus ihrer bisherigen Partei aus und kündigten die Gründung einer neuen Partei an. Als Grund wurde genannt, dass der Versuch gescheitert sei, einen Kurswechsel mit der Parteiführung zu vollziehen. Vorausgegangen war ein lang anhaltender Richtungsstreit in den wichtigsten Politikfeldern wie etwa Minderheitenrechten, Friedenspolitik oder dem Umgang mit der Corona-Krise. Die Bundestagsfraktion der Linken galt als zerstritten.

### Gründungsverein
Der Verein BSW – Für Vernunft und Gerechtigkeit e. V. mit Sitz in Karlsruhe wurde am 26. September 2023 beim Amtsgericht Mannheim ins Vereinsregister eingetragen; die Satzung datiert vom 20. Juli 2023. Laut Satzungstext haben viele Menschen „das Vertrauen in die Politik verloren und fühlen sich durch keine der vorhandenen Parteien mehr vertreten“. Das Bündnis habe „den Zweck, diesen Menschen eine Stimme zu geben und an der politischen Willensbildung in Deutschland mitzuwirken“. Der Verein kann „die Tätigkeit bestehender, politischer Parteien oder die Gründung politischer Parteien unterstützen“, sofern sie Ziele verfolgen, die mit denen des Vereins übereinstimmen.
Der Verein wurde am 23. Oktober 2023 von der bisherigen Fraktionsvorsitzenden der Linken im Bundestag, Amira Mohamed Ali, den damaligen Bundestagsabgeordneten Sahra Wagenknecht und Christian Leye, dem Bonner Linken-Politiker Lukas Schön sowie dem Karlsruher IT-Unternehmer Ralph Suikat in der Bundespressekonferenz vorgestellt. Gleichzeitig traten Wagenknecht und neun weitere Bundestagsabgeordnete aus der Linkspartei aus. Dabei wurde außerdem eine Kandidatur zur Europawahl 2024 angekündigt. Auch eine Kandidatur für die Landtagswahlen in Brandenburg, Sachsen und Thüringen werde angestrebt.
Sahra Wagenknecht trat erst kurz nach der Gründung in den Verein ein. Zu den Gründungsmitgliedern zählten unter anderem Jochen Flackus, ehemaliger Regierungssprecher des saarländischen Ministerpräsidenten Oskar Lafontaine, Jana van Helden, Kreissprecherin der Linken in Viersen, und Amelie Gabriel, frühere Kreissprecherin der Linken in Bonn. Vorsitzender war zunächst der Stadtrat Jonas Höpken, der wie Mohamed Ali dem Linken-Kreisverband in Oldenburg (Oldb) angehörte. Die Gruppe, die den Verein gründete und die Parteigründung vorbereitete, hatte nach Informationen des Spiegel auch die Bewegung Aufstehen initiiert. Man wolle Fehler vermeiden, die dieses Projekt zum Erliegen gebracht hätten. Eine personelle Vergrößerung wurde nicht angestrebt.  Wagenknecht erklärte im Vorfeld der Parteigründung, die Partei dürfe nicht „von Spinnern“ gekapert werden und dass „gerade junge Parteien […] leider oft auch Glücksritter, Narzissten oder Extremisten“ anzögen.

### Aufbau
Die Partei wurde auf der Gründungsversammlung am 8. Januar 2024 in Berlin von 44 Personen gegründet. Ihr voller Name lautet Bündnis Sahra Wagenknecht – Vernunft und Gerechtigkeit, die Kurzbezeichnung ist BSW. Sahra Wagenknecht erklärte bei der Parteigründung, das vollständige Parteiprogramm bis zur Wahl zum 21. Deutschen Bundestag im September 2025 vorzulegen. Zudem werde der Parteiname danach geändert und soll nicht mehr ihren Namen enthalten.
Der erste Parteitag fand am 27. Januar 2024 in Berlin statt, an dem das vorläufige Programm zur Europawahl 2024 vorgestellt wurde. Als Spitzenkandidat für die Europawahl wurde der ehemalige EU-Parlamentarier der Linkspartei Fabio De Masi gewählt.
Die Anzahl der Mitglieder wurde zunächst auf 450 begrenzt. Die Partei solle laut Wagenknecht „kontrolliert und langsam“ wachsen. Weiteren Interessenten wurde deshalb nahegelegt, sich als „Unterstützer“ zu melden. Das hätten bis März 2024 laut Parteiangaben 17.000 Menschen getan, diese Möglichkeit habe laut Parteienrechtler Sebastian Roßner aber „nichts mit einer Parteimitgliedschaft zu tun“. Es lägen 8000 Mitgliedsanträge vor, wobei aber für das Jahr 2024 höchstens 1000 Mitglieder angestrebt würden. Neue Mitglieder sollen vor der Aufnahme kontrolliert werden, und für die Aufnahme jedes Bewerbers sei bis auf Weiteres „die ausdrückliche Zustimmung des Parteivorstands erforderlich“, dessen Mitglieder Vetorecht hätten. Ein direkter Wechsel von der AfD zum BSW sei ausgeschlossen. Eine potenzielle Unterwanderung durch das Einschleusen von AfD-Leuten solle unterbunden werden. Es müsse verhindert werden, dass die Partei „von Spinnern gekapert“ werde. Auch ein „rechtsradikales Querfrontmilieu“ habe die Partei im Fokus. Der Erfurter BSW-Landtagskandidat Thomas Schmid soll anderthalb Jahre als Mitglied der AfD geführt worden sein und sich im Gründungsjahr der AfD gegen Björn Höcke um das Amt des Pressesprechers der Partei beworben haben.
Laut Politikwissenschaftler und Parteienforscher Constantin Wurthmann zog das BSW damit „Lehren aus vorangegangenen Parteigründungen“. Bei erfolgversprechenden Neugründungen, wie es nach seiner Einschätzung auch das BSW ist, hätten bereits Unterwanderung und bewusste Einschleusungen von Mitgliedern stattgefunden. Dieser Prüfungsprozess erhöhe zwar die „Hürden der demokratischen Partizipation“, sei aber laut Parteienrechtler Sebastian Roßner mit dem deutschen Parteiengesetz vereinbar. Nach Einschätzung der taz entstehe durch die strikte Aufnahmepraxis eine Zwei-Klassen-Struktur aus stimmberechtigten Mitgliedern auf der einen und so genannten Unterstützern auf der anderen Seite, die zwar die gleichen Pflichten wie Finanzierung und Hilfe beim Wahlkampf übernehmen sollen, doch könnten sie den Kurs der Partei nicht mitbestimmen.
Für den Historiker Ilko-Sascha Kowalczuk ist das BSW eine Kaderpartei, die „strikt zentralistisch, auf eine Figur zugeschnitten“ sei. Angesichts der stark von oben geführten Partei sagte Uwe Jun, man „könnte dann zu dem Begriff kommen“, das BSW sei eine „bonapartistische Kaderpartei“. Die Parteienrechtlerin Sophie Schönberger sieht bei der Binnenorganisation Verstöße gegen das Parteienrecht; der Aufbau „von unten nach oben“ sei nicht verwirklicht.
Im März 2024 bestätigte das BSW, dass Unbefugte Zugang zu Datensätzen über Spender und Newsletter-Abonnenten wegen fehlender Sicherheitsmaßnahmen gefunden hatten. Im August 2024 meldete die Rechercheplattform Correctiv, dass 70.000 personenbezogene Daten des BSW ungeschützt im Internet zugänglich gewesen seien. Betroffen seien Listen von Mitgliedern, Unterstützern und Abonnenten des parteieigenen Newsletters und Angaben zu den 42 Landesbeauftragten. Amira Mohamed Ali teilte in einem Rundschreiben an Freunde der Partei mit, man sei Opfer einer Cyberattacke geworden. Die Linken-Abgeordnete Anke Domscheit-Berg kommentierte, das BSW bekomme wiederholt und damit grundsätzlich „rudimentäre IT-Sicherheit nicht in den Griff“.
Bei mehreren Gründungsparteitagen von Landesverbänden schloss das BSW die Presse weitgehend aus. Diese für Parteitage unübliche Maßnahme stieß auf Kritik. Der Deutsche Journalisten-Verband wertete dies als Einschränkung der Pressefreiheit.

### Gründungsjahr 2024
Die außenpolitischen Vorstellungen des BSW wurden teils scharf kritisiert:
Der Historiker Klaus Gestwa und das Portal Mimikama warfen Politikern des BSW im Sommer 2024 Falschaussagen und Desinformationsmethoden vor. Sie wollten „Russland vor schweren, aber berechtigen Anschuldigungen in Schutz“ nehmen. Mimikama nahm die Vorwürfe am selben Tag zurück. Ähnliche Vorwürfe erhoben ehemalige DDR-Bürgerrechtler, darunter Marianne Birthler und Markus Meckel, in einem Offenen Brief, in dem sie vor Koalitionen mit dem BSW warnten.
Der Präsident des Zentralrats der Juden in Deutschland, Josef Schuster, kritisierte Sahra Wagenknechts Äußerung scharf, Israels Kriegsführung in Gaza trage „Züge eines Vernichtungsfeldzugs“. Die Wortwahl sei „völlig unangemessen“. Er warf ihr einen bedenklichen „Hang zur Verschwörungsideologie“ vor. Das BSW fördere mit einer eher populistischen Positionierung den Israelhass in Deutschland.

## Parteistruktur

### Parteivorstand
Auf dem ersten Parteitag wurden fünf Frauen und 17 Männer in den Parteivorstand gewählt:
- Vorsitzende:
  - Sahra Wagenknecht
  - Amira Mohamed Ali
- Stellvertretende Vorsitzende:
  - Shervin Haghsheno
  - Amid Rabieh, Landesvorsitzender in Nordrhein-Westfalen
  - Friederike Benda, Landesvorsitzende in Brandenburg
- Generalsekretär:
  - Christian Leye
- Bundesschatzmeister:
  - Ralph Suikat
- Bundesgeschäftsführer:
  - Lukas Schön
- Beisitzer:
  - Fabio De Masi, MdEP
  - John Lucas Dittrich, Landesvorsitzender in Sachsen-Anhalt
  - Thomas Geisel, MdEP
  - Reinhard Kaiser
  - Hartmut Liebs
  - Michael Lüders
  - Żaklin Nastić
  - Stefan Roth, Landesgeschäftsführer in Brandenburg, MdL
  - Alexander Relea-Linder
  - Steffen Schumann
  - Manfred Seel
  - Alexander Troll
  - Alexander Ulrich, Landesvorsitzender in Rheinland-Pfalz
  - Sabine Zimmermann, Landesvorsitzende in Sachsen, MdL

### Landesverbände
Die Partei ist in allen Bundesländern mit Landesverbänden vertreten:
| Landesverband          | Vorsitz                             | Gründung      | Mitglieder                  | Sitze im Landesparlament |
| ---------------------- | ----------------------------------- | ------------- | --------------------------- | ------------------------ |
| Baden-Württemberg      | Jessica Tatti Manfred Hentz         | 20. Okt. 2024 | 340 (Stand Juni 2025)       | 0/154                    |
| Bayern                 | Klaus Ernst Irmgard Freihoffer      | 16. Nov. 2024 | 100                         | 0/203                    |
| Berlin                 | Alexander King Josephine Thyrêt     | 14. Juli 2024 | 300 (Stand Juli 2025)       | 1/159                    |
| Brandenburg            | Friederike Benda                    | 25. Mai 2024  | 190 (Stand Juli 2025)       | 14/88                    |
| Bremen                 | Christopher Schulze Alper Iseri     | 14. Sep. 2024 | 28 (Stand 8. Februar 2025)  | 0/87                     |
| Hamburg                | Konstantin Eulenburg Jochen Brack   | 21. Dez. 2024 | 30 (Stand Januar 2025)      | 0/121                    |
| Hessen                 | Ali Al-Dailami Oliver Jeschonnek    | 12. Okt. 2024 | 56 (Stand Dezember 2024)    | 0/133                    |
| Mecklenburg-Vorpommern | Melanie Dango Friedrich Straetmanns | 7. Dez. 2024  | 178 (Stand August 2025)     | 0/79                     |
| Niedersachsen          | Thorsten Renken Holger Onken        | 16. Sep. 2024 | 130 (Stand 8. Februar 2025) | 0/146                    |
| Nordrhein-Westfalen    | Amid Rabieh Jan Ristau              | 7. Sep. 2024  | 140                         | 0/195                    |
| Rheinland-Pfalz        | Sina Listmann Alexander Ulrich      | 22. Sep. 2024 | 150 (Stand Mai 2025)        | 1/101                    |
| Saarland               | Jochen Flackus Astrid Schramm       | 22. März 2024 | 29 (Stand Dezember 2024)    | 0/51                     |
| Sachsen                | Sabine Zimmermann Jörg Scheibe      | 24. Feb. 2024 | 250 (Stand Juli 2025)       | 15/120                   |
| Sachsen-Anhalt         | John Lucas Dittrich Thomas Schulze  | 7. Sep. 2024  | etwa 150 (Stand Juni 2025)  | 0/97                     |
| Schleswig-Holstein     | Martina Möller Milad Salami         | 14. Dez. 2024 | 40                          | 0/69                     |
| Thüringen              | Katja Wolf Gernot Süßmuth           | 15. März 2024 | 235 (Stand Juli 2025)       | 15/88                    |

In Hamburg wurden im Dezember 2024 zwei Landesverbände gegründet: Einer konstituierte sich ohne Kenntnis des Bundesvorstands am 15. Dezember. Er geht zurück auf die Initiative des kurz zuvor aus Protest gegen die Bundesparteiführung gegründeten Bezirksverbands Hamburg-Nord/Mitte und nennt sich Bündnis für Vernunft und Gerechtigkeit. Der Bundesvorstand erkennt diesen Verband nicht an. Am 21. Dezember gründete sich der vom Bundesvorstand anerkannte Landesverband im Bürgersaal von Wandsbek. Er stellte eine Landesliste für die Bürgerschaftswahl in Hamburg 2025 auf.

### Jugendverband
Das Jugendbündnis im BSW (JSW), Jugendverband der Partei, wurde im Juli 2025 in Bochum gegründet. Die 114 Stimmberechtigten wählten die Studentin Anastasia Wirsing zur Bundesvorsitzenden.

### Stiftung
Die Partei baut seit Ende 2024 eine eigene parteinahe politische Stiftung auf; die Stiftung für Frieden, Vernunft und Gerechtigkeit soll laut Satzung Zusammenhänge inner- und zwischenstaatlicher Konflikte sowie deren Beendigung erforschen, Konzepte zur Entmilitarisierung und Konfliktbeseitigung erarbeiten und in die Gesellschaft wirken. Auch politische Bildung im In- und Ausland, wissenschaftliche Aus- und Fortbildung und die Unterstützung entwicklungspolitischer Projekte werden genannt. Gründungsmitglieder sind Oskar Lafontaine, Ralph Suikat, Sahra Wagenknecht sowie die beiden designierten Vorstände Jochen Flackus und Hans Haarmeyer.

### Finanzen
Das Unternehmerpaar Thomas Stanger und Lotte Salingré hatte mehr als fünf Millionen Euro an das BSW bzw. den Gründungsverein gespendet. Im Zuge der Recherchen zur Finanzierung der Partei wurde bekannt, dass das BSW sein Konto bei der Volksbank Pirna führt, wo auch MLPD, RT, und Ruptly Kunden sind.

### Mandate und Ämter

Länder, in denen das Bündnis Sahra Wagenknecht im Landesparlament vertreten ist
als Oppositionspartei
als kleiner Koalitionspartner in der Regierung

Die zehn im 20. Deutschen Bundestag vertretenen BSW-Abgeordneten waren über die jeweilige Landesliste der Partei Die Linke in das Parlament gewählt worden. Sie wurden am 2. Februar 2024 als parlamentarische Gruppe anerkannt. Sie trug den Namen Gruppe BSW im Bundestag und hatte sich intern bereits am 11. Dezember 2023 konstituiert. Wagenknecht wurde als Vorsitzende, Klaus Ernst als stellvertretender Vorsitzender und Jessica Tatti als parlamentarische Geschäftsführerin gewählt. Die weiteren MdB der Gruppe waren Amira Mohamed Ali, Ali Al-Dailami, Sevim Dağdelen, Andrej Hunko, Christian Leye, Żaklin Nastić und Alexander Ulrich. Die Zahl der Großen und Kleinen Anfragen, die die Gruppe stellen durfte, wurde auf insgesamt zehn pro Monat begrenzt, darüber hinaus durfte sie pro Jahr eine Aktuelle Stunde beantragen. Bei der Bundestagswahl 2025 scheiterte das BSW an der Sperrklausel, und ist somit nicht im 21. Deutschen Bundestag vertreten.
Im September 2024 erzielte das BSW bei den Landtagswahlen in Sachsen, Thüringen und Brandenburg aus dem Stand heraus jeweils einen zweistelligen Stimmenanteil sowie jeweils den dritten Platz. Mit Alexander King (Abgeordnetenhaus von Berlin) und Andreas Hartenfels (Landtag Rheinland-Pfalz) ist die Partei zudem durch Übertritte in zwei weiteren Landesparlamenten vertreten. Außerdem war sie durch den Übertritt Metin Kayas zwischenzeitlich in der Hamburgischen Bürgerschaft vertreten. Mit dem Wechsel von Katja Wolf zum BSW im März 2024 stellte die Partei bis Ende Juni 2024 die Oberbürgermeisterin der Stadt Eisenach in Thüringen. Diese trat allerdings bei den Kommunalwahlen in Thüringen im Mai 2024 nicht mehr erneut an und kandidierte stattdessen als Spitzenkandidatin für das BSW bei der Landtagswahl in Thüringen im September 2024. Im Europaparlament ist das BSW mit inzwischen nur noch fünf Mandaten vertreten, nachdem der ehemalige BSW-Abgeordnete Friedrich Pürner im Februar 2025 aus der Partei austrat. Die ursprünglichen sechs im Jahr 2024 ins Europäische Parlament gewählten Abgeordneten des BSW waren neben Friedrich Pürner Fabio De Masi, Ruth Firmenich, Thomas Geisel, Michael von der Schulenburg und Jan-Peter Warnke. Die Bildung einer Fraktion gemeinsam mit der Fünf-Sterne-Bewegung aus Italien scheiterte vorerst; die Abgeordneten gehören daher keiner Fraktion des Europaparlaments an.
Seit Dezember 2024 ist das BSW in Brandenburg (Kabinett Woidke IV) und Thüringen (Kabinett Voigt) erstmals an Landesregierungen beteiligt.

## Wählerschaft
Die vor der Europawahl 2024 erschienene Studie des gewerkschaftsnahen Wirtschafts- und Sozialwissenschaftlichen Instituts (WSI) zum Wählerpotential des BSW kam zu dem Schluss, „Personen mit geringem Einkommen, ohne finanzielle Rücklagen, mit großen Sorgen und Belastungen und geringem Vertrauen in Institutionen [weisen] eine vergleichsweise hohe BSW-Wahlneigung auf“.
Die Forscher Helge Emmler und Daniel Seikel vom WSI kommen in einer Untersuchung zum Ergebnis, dass „das BSW mit seinen linken ökonomischen und konservativen gesellschaftspolitischen, migrations- sowie integrationspolitischen Positionen einen bisher freien Raum im politischen Angebot erschließen könnte.“

## Wahlen

### Europawahlen

Stimmenanteile des BSW bei der Europawahl 2024

Bei der Europawahl 2024 erhielt das BSW in Deutschland 6,2 Prozent der Stimmen und damit sechs Sitze im Europäischen Parlament. Die Partei hatte zwanzig Kandidaten aufgestellt.
Auf den ersten Plätzen standen Fabio De Masi, der vormalige Düsseldorfer Oberbürgermeister Thomas Geisel, der frühere UN-Diplomat Michael von der Schulenburg, Ruth Firmenich, Jan-Peter Warnke und Friedrich Pürner. Kurz vor den Wahlen erzwang BSW im Eilverfahren vor dem Oberverwaltungsgericht für das Land Nordrhein-Westfalen die Teilnahme von De Masi an der ARD-Sendung Wahlarena 2024 Europa. Das Gericht verglich dabei Wahlumfrageergebnisse des BSW mit denen der FDP und der Linken, deren Vertreter eingeladen worden waren. Es gelte das „Gebot der (abgestuften) Chancengleichheit politischer Parteien“.
| Wahl                           | Stimmenanzahl | Stimmenanteil | Sitze (Deutschland) |
| ------------------------------ | ------------- | ------------- | ------------------- |
| Europawahl in Deutschland 2024 | 2.456.460     | 6,2 %         | 6/96                |

### Bundestagswahlen

Zweitstimmenanteile des BSW bei der Bundestagswahl 2025

Mitte Dezember 2024 wurde Wagenknecht von der Partei als Kanzlerkandidatin für die Bundestagswahl 2025 aufgestellt. Laut dem amtlichen Endergebnis kam die Partei auf 4,98 Prozent. Damit fehlten 9.529 Stimmen zur Erreichung der Fünf-Prozent-Hürde. Die Partei verlangte eine juristische Anfechtung der Wahlergebnisse, da viele Auslandsdeutsche durch die vorgezogenen Fristen ihre Briefwahlunterlagen zu spät oder gar nicht erhalten hätten. Als Gründe für das Wahlergebnis ihrer Partei nannte Wagenknecht unter anderem die Migrationsdebatte im Wahlkampf und die Eintritte der Partei in Koalitionen ostdeutscher Landesregierungen. Sie sprach auch von einer „medialen Negativkampagne“ und warf dem Umfrage-Institut Forsa, das zuvor ein schlechtes Abschneiden der Partei prognostiziert hatte, Manipulation vor. Die Abweichung in der Wahlumfrage des Instituts lag nach Angaben verschiedener Medien größtenteils innerhalb des ausgewiesenen statistischen Fehlers. Im Mai 2025 wurde Wagenknecht durch einstweilige Verfügung gerichtlich untersagt, Forsa Wahlmanipulation zu unterstellen. Das Gericht sah keinerlei belastbare Anhaltspunkte der Manipulation. Wagenknechts Behauptung sei „prozessual als unwahr anzusehen“. Sahra Wagenknecht kündigte an, gegen dieses Urteil in die nächste Instanz zu gehen.
Im März 2025 lehnte das Bundesverfassungsgericht mehrere Anträge der Partei– unter anderem auf Erlass einer einstweiligen Anordnung – zur Neuauszählung der Bundestagswahl 2025 als unzulässig ab und verwies auf das übliche Wahlprüfungsverfahren. In der Annahme, dass neben den bereits vorgenommenen Korrekturen vom vorläufigen zum endgültigen Ergebnis noch weitere Fehl-Zuordnungen unentdeckt geblieben wären und durch eine umfassende Neuzählung das Erreichen der Fünf-Prozent-Hürde realistisch sei, forderte das BSW weiterhin eine komplette Neuauszählung aller Stimmen.
Im April 2025 legte das BSW beim Wahlprüfungsausschuss des Deutschen Bundestages Wahleinspruch ein.
| Wahl                | Stimmenanzahl | Stimmenanteil | Sitze |
| ------------------- | ------------- | ------------- | ----- |
| Bundestagswahl 2025 | 2.472.947     | 4,981 %       | 0/630 |

### Landtagswahlen
Das BSW trat 2024 bei den Landtagswahlen in Brandenburg, Sachsen und Thüringen an und erzielte aus dem Stand 13,5 Prozent in Brandenburg, 11,8 Prozent in Sachsen und 15,8 Prozent in Thüringen. Das BSW wurde somit jeweils drittstärkste Kraft hinter AfD und CDU bzw. SPD und erhielt in den Landtagen von Sachsen und Thüringen jeweils 15 Sitze sowie im Landtag von Brandenburg 14 Sitze. In allen drei Bundesländern kam es in Folge der Landtagswahlen zu Gesprächen zwecks einer künftigen Koalitionsbildung mit dem BSW (Thüringen und Sachsen Brombeerkoalition, Brandenburg Rot-Lila-Koalition). In Sachsen erklärte das BSW die Sondierungsgespräche Anfang November für gescheitert, da man sich „bei der Friedensformel, der Migrationspolitik und dem Thema Finanzen“ nicht einigen konnte. Bei der Bürgerschaftswahl in Hamburg 2025 scheiterte das BSW an der Fünf-Prozent-Hürde.
| Wahl             | Stimmenanzahl | Stimmenanteil | Sitze  |
| ---------------- | ------------- | ------------- | ------ |
| Sachsen 2024     | 277.173       | 11,8 %        | 15/120 |
| Thüringen 2024   | 190.448       | 15,8 %        | 15/88  |
| Brandenburg 2024 | 202.343       | 13,5 %        | 14/88  |
| Hamburg 2025     | 076.922       | 01,8 %        | 0/121  |

### Kommunalwahlen
Die ersten Wahlen, bei denen die Partei antrat, waren die Kommunalwahlen in Thüringen 2024. In vier Landkreisen zog sie in den Kreistag ein und erhielt zwischen 7,6 Prozent im Landkreis Sonneberg und 12,4 Prozent der Stimmen im Landkreis Gotha. Im gleichnamigen Kernort der Gemeinde Bleicherode wurde ein Kandidat des BSW im ersten Wahlgang mit 56,6 Prozent zum Ortschaftsbürgermeister gewählt.
Bei den Kommunalwahlen in Sachsen 2024, die zeitgleich mit der Europawahl 2024 am 9. Juni stattfanden, trat die Partei in neun von zehn Landkreisen und den drei kreisfreien Städten an, erzielte landesweit ein Ergebnis von 8,5 Prozent und war damit drittstärkste Partei nach AfD (26,9 Prozent) und CDU (24,2 Prozent). In Chemnitz konnte von neun gewonnenen Sitzen einer nicht besetzt werden, weil nicht genügend BSW-Kandidaten zur Verfügung standen. In Mecklenburg-Vorpommern trat das BSW in drei Landkreisen und der kreisfreien Stadt Rostock an und erhielt zwischen 9,1 % in Ludwigslust-Parchim und 14,1 % im Landkreis Mecklenburgische Seenplatte, dazu kommen weitere Wahlerfolge in Stadt- und Gemeinderäten. In Brandenburg und Sachsen-Anhalt trat das BSW nicht als Partei an, da zu wenig Mitglieder vorhanden waren, jedoch stellten sich BSW-nahe Listen in mehreren Städten und Landkreisen auf. Im Saarland trat das BSW in den Landkreisen Saarlouis und Neunkirchen zur Kommunalwahl an und erreichte mit 11,6 % bzw. 9,2 % insgesamt sieben Kreistagsmandate. Die Partei kandidierte zusätzlich in Ottweiler und Dillingen/Saar bei den Stadtratswahlen und erreichte jeweils 12,2 % und 9,7 %.
| Wahlen                      | Stimmenanzahl | Stimmenanteil | Sitze   |
| --------------------------- | ------------- | ------------- | ------- |
| Thüringen 2024              | 072.171       | 2,3 %         | 19/980  |
| Mecklenburg-Vorpommern 2024 | 153.219       | 6,1 %         | 29/519  |
| Saarland 2024               | 17.942        | 3,6 %         | 7/204   |
| Sachsen 2024                | 533.439       | 8,5 %         | 93/1101 |